# Michael Roemer
Pour les articles homonymes, voir Roemer.
Michael Roemer, né le 1er janvier 1928 à Berlin et mort le 20 mai 2025 à Townshend (Vermont), est un réalisateur et scénariste allemand naturalisé américain.
Il est connu pour ses films Un homme comme tant d'autres, Harry Plotnick seul contre tous et La vengeance est à moi. Il est également l'auteur d'ouvrages sur le scénario. De 1966 à 2017, il a enseigné à l'école d'art de l'Université Yale.

## Biographie
Michael Roemer est né le 1er janvier 1928 à Berlin, au sein d'une famille juive allemande. La montée du nazisme pousse ses parents à l'envoyer vivre en Angleterre à l'âge de onze ans (grâce à l’opération Kindertransport,, qui met à l'abri des dizaines de milliers d’enfants juifs en les amenant en Angleterre et en les plaçant en familles d’accueil), où il intègre Bunce Court (Faversham), une école pour réfugiés. En 1945, il émigre aux États-Unis, à Boston, grâce à une bourse.
En 1949, Roemer obtient son bachelor of Arts à l'Université Harvard. Commençant sa carrière artistique, il écrit une série de douze films pour la fondation Ford, puis réalise Cortile cascino, un documentaire de 1962 sur un bidonville de Palerme. Mais c'est en 1964 qu'il se fait connaître avec Un homme comme tant d'autres, qui remporte le prix San Giorgio à la Mostra de Venise et demeure l'un des plus grands films sur la condition des Afro-Américains. En 1970, il réalise Harry Plotnick seul contre tous. Cette comédie ne trouve cependant pas de distributeur parce que personne ne la trouve drôle, à l'époque. Presque vingt ans plus tard, il décide de mettre tous ses films sur bande vidéo pour en faire cadeau à ses enfants. Constatant que le technicien qui effectue le transfert riait beaucoup de ce film, Michael Roemer décide de faire deux copies en 35 mm et de les soumettre aux festivals du film de New York et de Toronto. Les deux festivals acceptent le film, qui est ensuite distribué dans le commerce, en 1989, avec succès.
En 1971, il reçoit une bourse Guggenheim pour un script intitulé Stone my Heart. Spécialiste du scénario, Roemer publie deux ouvrages sur la question : Telling Stories (1997) et Film Stories (2 volumes, 2001).
Il réside aux États-Unis, où il est professeur adjoint en cinéma et en études américaines à l'école d'art de l'Université Yale à partir de 1966, jusqu'en 2017.
Il meurt à l'âge de 97 ans le 20 mai 2025 à Townshend, dans le Vermont.

## Filmographie
Filmographie sélective comme réalisateur.
- 1962 : Cortile Cascino (moyen métrage documentaire)
- 1967 : Faces of Israel
- 1964 : Un homme comme tant d'autres (Nothing But a Man)
- 1976 : Dying (documentaire)
- 1980 : American Playhouse (série télévisée), saison 1, épisode 11 Pilgrim, Farewell
- 1984 : American Playhouse (série télévisée), saison 3, épisode 9 Haunted
- 1984 : La vengeance est à moi (Vengeance Is Mine)
- 1989 : Harry Plotnick seul contre tous (The Plot Against Harry) (réalisé en 1970)
- 1993 : Children of Fate: Life and Death in a Sicilian Family (documentaire)